# 弥富町 (名古屋市)
- 弥富町
- 彌富町

弥富町（やとみちょう）は、愛知県名古屋市瑞穂区の町名。16の小字が設置されている。住居表示未実施。
本項では、弥富町の一部より成立した青山町（あおやまちょう）についても説明する。

## 地理
名古屋市瑞穂区の北東部と南東部の端に位置し、昭和区と天白区の区境付近にある。現在、町域は東端の字茨山・橿ノ木山の区域と南東部の天白川の河川敷部分、北東部のそれ以外の区域の3つに分かれている。

### 字一覧
弥富町には現在、以下16の小字が存在する。
| 字       | 読み         | 備考 |
| -------- | ------------ | ---- |
| 井ノ元   | いのもと     |      |
| 茨山     | いばらやま   |      |
| 橿ノ木山 | かしのきやま |      |
| 上山     | かみやま     |      |
| 紅葉園   | こうようえん |      |
| 五反田   | ごたんだ     |      |
| 桜ケ岡   | さくらがおか |      |
| 清水ケ岡 | しみずがおか |      |
| 関取     | せきとり     |      |
| 月見ケ岡 | つきみがおか |      |
| 中河原   | なかかわら   |      |
| 東畑田   | ひがしはた   |      |
| 菱池     | ひしいけ     |      |
| 円山     | まるやま     |      |
| 蜜柑山   | みかんやま   |      |
| 緑ケ岡   | みどりがおか |      |

## 歴史
愛知郡弥富村を前身とする。現行の弥富町の大部分は、江戸期まで愛知郡中根村および八事村の山林であった地で、御林方支配の定納山であった。

### 町名の由来
合併により弥富村が成立した際に、当時の愛知県令安場保和により命名されたもので、いやさか（弥栄）を祈念して付けられた説と、谷戸・谷当の美称とする説がある。

### 行政区画の変遷
- 1878年（明治11年） - 八事村・中根村および名古屋新田の一部が合併し、弥富村となる[3]。
- 1889年（明治22年）10月1日 - 町村制に基づく愛知郡弥富村となる[3][4]。
- 1906年（明治39年）5月10日 - 合併に伴い、呼続町大字弥富および天白村大字弥富に分離される[3][4]。
- 1907年（明治40年）5月8日 - 天白村大字弥富を大字八事に改称[4]。以降の沿革については八事を参照のこと。
- 1921年（大正10年）8月22日 - 名古屋市南区へ編入し、同区弥富町となる[3]。
- 1928年（昭和3年）
  - 3月15日 - 中区広路町・天白村大字八事との間で境界を変更[3][5]。
  - 4月1日 - 一部を中区広路町へ編入[5]。同時に小字の新設・改編がなされた[6]。
    - 弥富町字清水ケ岡←弥富町（字上山）の一部より成立。
    - 弥富町字緑ケ岡←弥富町（字上山）・広路町（字石坂）の各一部より成立。
    - 弥富町字月見ケ岡←弥富町（字橿ノ木山）・大字八事（字表山）の各一部より成立。
    - 弥富町字桜ケ岡←弥富町（字橿ノ木山）の一部より成立。
    - 弥富町字紅葉園←弥富町（字橿ノ木山）の一部より成立。
    - 弥富町字円山←弥富町（字橿ノ木山）・大字八事（字石坂）の一部より成立。
    - 広路町字松風園←広路町（字石坂）・弥富町（字上山）の各一部より成立。
    - 広路町字雲雀ケ岡←広路町（字石坂）・弥富町（字橿ノ木山・上山）の各一部より成立。
    - 広路町字上山←弥富町（字橿ノ木山）の一部を編入。
- 1931年（昭和6年）
  - 1月1日 - 一部が中区に編入され、同区弥富町が成立[3][7]。一部が田辺通・松月町・石川町・御莨町・大殿町・村上町となる[8]。
  - 4月11日 - 中区弥富町の全域が同区上山町・南山町となり廃止[7]。南区弥富町の一部が同区春山町となる[9]。
  - 10月1日 - 一部が青山町となり、一部を田辺通へ編入[8]。
- 1932年（昭和7年）8月1日 - 一部が山下通・師長町・下山町・密柑山町となり[9]、一部を田辺通へ編入[8]。
- 1933年（昭和8年）
  - 4月10日 - 一部を松月町へ編入[8]。
  - 7月1日 - 一部が初日町・陽明町となり、一部を田辺通へ編入[9][8]。
- 1934年（昭和9年）
  - 6月1日 - 一部が松栄町となり、一部を春山町・陽明町へ編入[9][8]。
  - 10月10日 - 弥富町字樫ノ木山の一部が弥富町字月見ケ岡、弥富町字桜ケ岡、弥富町字円山に、弥富町字上山の一部が弥富町字緑ケ岡、弥富町字清水ケ岡に変更される[10]。
- 1937年（昭和12年）10月1日 - 行政区変更に伴い、昭和区所属となる[3]。
- 1943年（昭和18年）8月16日 - 一部が八勝通・弥富ケ丘町・日向町・玉水町・岳見町となり、一部を山下通・師長町・下山町・密柑山町・田辺通へ編入[9][8]。
- 1944年（昭和19年）2月11日 - 行政区変更に伴い、瑞穂区所属となる[3]。
- 1945年（昭和20年）9月26日 - 一部が石田町・洲山町・豊岡通となる[11][12]。
- 1947年（昭和22年）12月15日 - 一部を田辺通・萩山町へ編入[8][11]。
- 1952年（昭和27年）
  - 4月10日 - 一部が白砂町・中根町・丸根町・弥富通となり、一部を玉水町へ編入[3][9]。
  - 9月1日 - 一部が軍水町・仁所町・片坂町・釜塚町・市丘町・松園町となり、一部を丸根町・弥富通・山下通・豊岡通へ編入[3][9][12]。
- 1960年（昭和35年）3月20日 - 一部が柏木町となる[9]。
- 1968年（昭和43年）7月10日 - 一部が茨木町となり、一部を柏木町・岳見町へ編入[9]。
- 1971年（昭和46年）4月20日 - 一部が井の元町・関取町となり、一部を白砂町へ編入[3]。

#### 青山町
- 1931年（昭和6年）10月1日 - 南区弥富町の一部により、同区青山町が成立する[8]。
- 1933年（昭和8年）7月1日 - 南区青山町の一部が同区陽明町に編入される[8]。
- 1934年（昭和9年）6月1日 - 南区青山町が同区松栄町・陽明町にそれぞれ編入され消滅[8]。

## 世帯数と人口
2019年（平成31年）3月1日現在の世帯数と人口は以下の通りである。
| 町丁   | 世帯数    | 人口    |
| ------ | --------- | ------- |
| 弥富町 | 1,826世帯 | 4,351人 |

### 人口の変遷
国勢調査による人口の推移
| 1995年（平成7年）  | 3,028人 | [ WEB 7 ]  |  |
| 2000年（平成12年） | 3,349人 | [ WEB 8 ]  |  |
| 2005年（平成17年） | 4,081人 | [ WEB 9 ]  |  |
| 2010年（平成22年） | 4,134人 | [ WEB 10 ] |  |
| 2015年（平成27年） | 4,132人 | [ WEB 11 ] |  |

## 学区
市立小・中学校に通う場合、学校等は以下の通りとなる。また、公立高等学校に通う場合の学区は以下の通りとなる。
| 字               | 番・番地等 | 小学校               | 中学校               | 高等学校 |
| ---------------- | ---------- | -------------------- | -------------------- | -------- |
| 弥富町字茨山     | 全域       | 名古屋市立弥富小学校 | 名古屋市立萩山中学校 | 尾張学区 |
| 弥富町字上山     | 全域       | 名古屋市立陽明小学校 | 名古屋市立汐路中学校 | 尾張学区 |
| 弥富町字紅葉園   | 全域       | 名古屋市立陽明小学校 | 名古屋市立汐路中学校 | 尾張学区 |
| 弥富町字桜ヶ岡   | 全域       | 名古屋市立陽明小学校 | 名古屋市立汐路中学校 | 尾張学区 |
| 弥富町字清水ヶ岡 | 全域       | 名古屋市立陽明小学校 | 名古屋市立汐路中学校 | 尾張学区 |
| 弥富町字月見ヶ岡 | 全域       | 名古屋市立陽明小学校 | 名古屋市立汐路中学校 | 尾張学区 |
| 弥富町字円山     | 全域       | 名古屋市立陽明小学校 | 名古屋市立汐路中学校 | 尾張学区 |
| 弥富町字密柑山   | 全域       | 名古屋市立陽明小学校 | 名古屋市立汐路中学校 | 尾張学区 |
| 弥富町字緑ヶ岡   | 全域       | 名古屋市立陽明小学校 | 名古屋市立汐路中学校 | 尾張学区 |

## 交通

### 鉄道
- 名古屋市営地下鉄
  -  名城線 総合リハビリセンター駅

### 道路
- 山手グリーンロード

## 施設

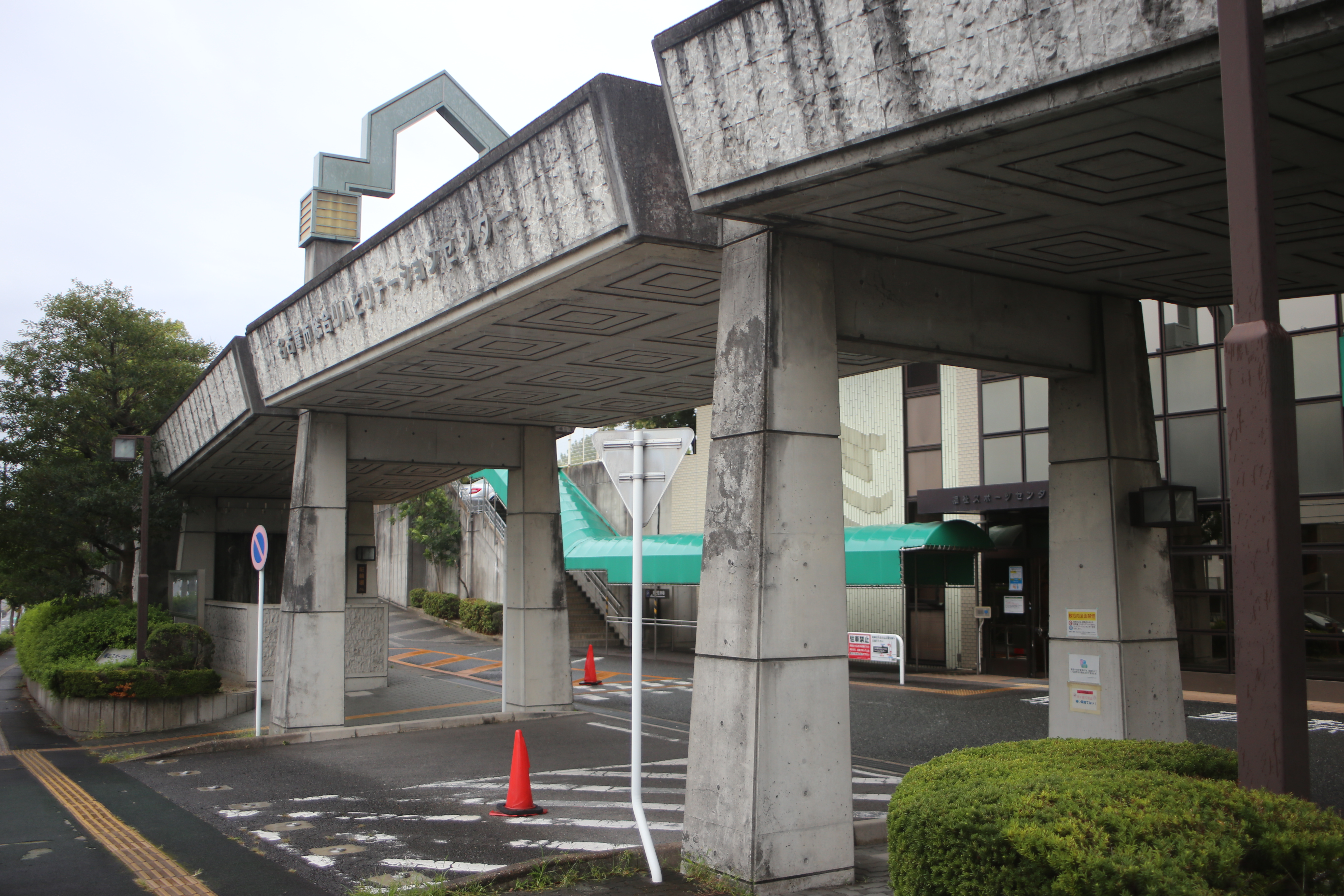
名古屋市総合リハビリテーションセンター

- 名古屋市総合リハビリテーションセンター附属病院
- 三井住友銀行八事支店
- 緑ケ岡東公園

字緑ケ岡。2004年（平成16年）10月9日供用開始。
- 清水ケ岡公園

字清水ケ岡。2020年（令和2年）2月5日供用開始。

## その他

### 日本郵便
- 集配担当する郵便局は以下の通りである[WEB 15]。

| 町丁             | 郵便番号 | 郵便局     |
| ---------------- | -------- | ---------- |
| 弥富町字茨山     | 467-0039 | 瑞穂郵便局 |
| 弥富町字上山     | 467-0037 | 瑞穂郵便局 |
| 弥富町字紅葉園   | 467-0032 | 瑞穂郵便局 |
| 弥富町字桜ヶ岡   | 467-0034 | 瑞穂郵便局 |
| 弥富町字清水ヶ岡 | 467-0038 | 瑞穂郵便局 |
| 弥富町字月見ヶ岡 | 467-0035 | 瑞穂郵便局 |
| 弥富町字円山     | 467-0033 | 瑞穂郵便局 |
| 弥富町字密柑山   | 467-0036 | 瑞穂郵便局 |
| 弥富町字緑ヶ岡   | 467-0031 | 瑞穂郵便局 |

### WEB
1. ↑  “愛知県名古屋市瑞穂区の町丁・字一覧”.   人口統計ラボ. 2019年3月21日閲覧。
2. 1 2  “町・丁目(大字)別、年齢(10歳階級)別公簿人口(全市・区別)”.   名古屋市 (2019年3月20日). 2019年3月21日閲覧。
3. ↑  “市外局番の一覧”.   総務省. 2019年1月6日閲覧。
4. 1 2  “名古屋市道路認定図”.   名古屋市. 2021年8月5日閲覧。
5. ↑  “瑞穂区の町名一覧”.   名古屋市 (2015年10月21日). 2019年3月21日閲覧。
6. ↑  “愛知県名古屋市瑞穂区彌富町 - Yahoo!地図”. 2020年4月5日閲覧。
7. ↑  総務省統計局 (2014年3月28日). “平成7年国勢調査の調査結果(e-Stat) - 男女別人口及び世帯数 －町丁・字等”. 2019年3月23日閲覧。
8. ↑  総務省統計局 (2014年5月30日). “平成12年国勢調査の調査結果(e-Stat) - 男女別人口及び世帯数 －町丁・字等”. 2019年3月23日閲覧。
9. ↑  総務省統計局 (2014年6月27日). “平成17年国勢調査の調査結果(e-Stat) - 男女別人口及び世帯数 －町丁・字等”. 2019年3月23日閲覧。
10. ↑  総務省統計局 (2012年1月20日). “平成22年国勢調査の調査結果(e-Stat) - 男女別人口及び世帯数 －町丁・字等”. 2019年3月23日閲覧。
11. ↑  総務省統計局 (2017年1月27日). “平成27年国勢調査の調査結果(e-Stat) - 男女別人口及び世帯数 －町丁・字等”. 2019年3月23日閲覧。
12. ↑  “市立小・中学校の通学区域一覧”.   名古屋市 (2018年11月10日). 2019年1月14日閲覧。
13. ↑  “平成29年度以降の愛知県公立高等学校（全日制課程）入学者選抜における通学区域並びに群及びグループ分け案について”.   愛知県教育委員会 (2015年2月16日). 2019年1月14日閲覧。
14. 1 2 3 4   名古屋市総務局法制課長: “名古屋市公報 第40号” (PDF).   名古屋市役所. p. 18 (2020年2月13日). 2020年5月6日閲覧。
15. ↑  “郵便番号簿 平成29年度版” (PDF).   日本郵便. 2019年3月21日閲覧。
16. ↑  “郵便番号（弥富町字茨山）”.  日本郵便. 2019年3月17日閲覧。
17. ↑  “郵便番号（弥富町字上山）”.  日本郵便. 2019年3月17日閲覧。
18. ↑  “郵便番号（弥富町字紅葉園）”.  日本郵便. 2019年3月17日閲覧。
19. ↑  “郵便番号（弥富町字桜ヶ岡）”.  日本郵便. 2019年3月17日閲覧。
20. ↑  “郵便番号（弥富町字清水ヶ岡）”.  日本郵便. 2019年3月17日閲覧。
21. ↑  “郵便番号（弥富町字月見ヶ岡）”.  日本郵便. 2019年3月17日閲覧。
22. ↑  “郵便番号（弥富町字円山）”.  日本郵便. 2019年3月17日閲覧。
23. ↑  “郵便番号（弥富町字密柑山）”.  日本郵便. 2019年3月17日閲覧。
24. ↑  “郵便番号（弥富町字緑ヶ岡）”.  日本郵便. 2019年3月17日閲覧。

### 書籍
1. ↑  「角川日本地名大辞典」編纂委員会 1989, p. 72.
2. ↑  名古屋市計画局 1992, p. 404.
3. 1 2 3 4 5 6 7 8 9 10 11  名古屋市計画局 1992, p. 801.
4. 1 2 3  名古屋市計画局 1992, p. 875.
5. 1 2  名古屋市計画局 1992, p. 796.
6. ↑  『名古屋市会史 第5巻』p.1421
7. 1 2  名古屋市計画局 1992, p. 794.
8. 1 2 3 4 5 6 7 8 9 10 11  名古屋市計画局 1992, p. 803.
9. 1 2 3 4 5 6 7 8 9  名古屋市計画局 1992, p. 802.
10. ↑  「名古屋市告示第二百六號」『名古屋市公報』第334号、名古屋市役所、2091–2092頁、1934年10月1日。
11. 1 2  名古屋市計画局 1992, p. 804.
12. 1 2  名古屋市計画局 1992, p. 805.